# 广河高速铁路
广州至河源高速铁路，简称广河高速铁路，是广东省一条连接广州市、惠州市和河源市的高速铁路。

## 历史
2017年，铁总与广东省政府联合批复了《广州铁路枢纽规划（2016~2030年）》，当中提及远景预留连接从化和白云机场的广从城际。同年，基于广从城际的广州至河源客运专线项目被列入《广东省综合交通运输体系发展“十三五”规划》的研究规划项目。
2019年，广河高铁被列入《粤港澳大湾区基础设施互联互通规划》，项目建设时序为近期。2021年，《广东省综合交通运输体系“十四五”发展规划》提出开展广州至河源高铁的前期研究。同年，中共中央、国务院发布的《国家综合立体交通网规划纲要（2021-2050年）》将广河高铁列入长三角联通粤港澳主轴通道。
为使已动工的广湛高铁可引入白云机场，当局决定先行推进广河高铁江村西线路所至白云机场T3段工程。2021年，白云机场T3航站楼动工，当中配套的交通枢纽同步建设了本线车站的部分土建工程。同年7月，广州市正式启动广河高铁江村西至白云机场T3段工程。2023年12月26日，广河高铁白云机场T3至江村西段工程正式开工。

## 线路走向
根据2017年的研究成果，线路拟自广州北站南端引出，途经广州从化和惠州龙门，终到河源与赣深客运专线河源东站相连，初定时速350公里，拟设广州北、白云机场、从化、永汉、龙门、河源东共6座车站，而在之后的规划中，线路还将延伸至龙川西站与梅龙、赣深高铁交汇。